# Placówka Straży Celnej „Beskid Klauza”

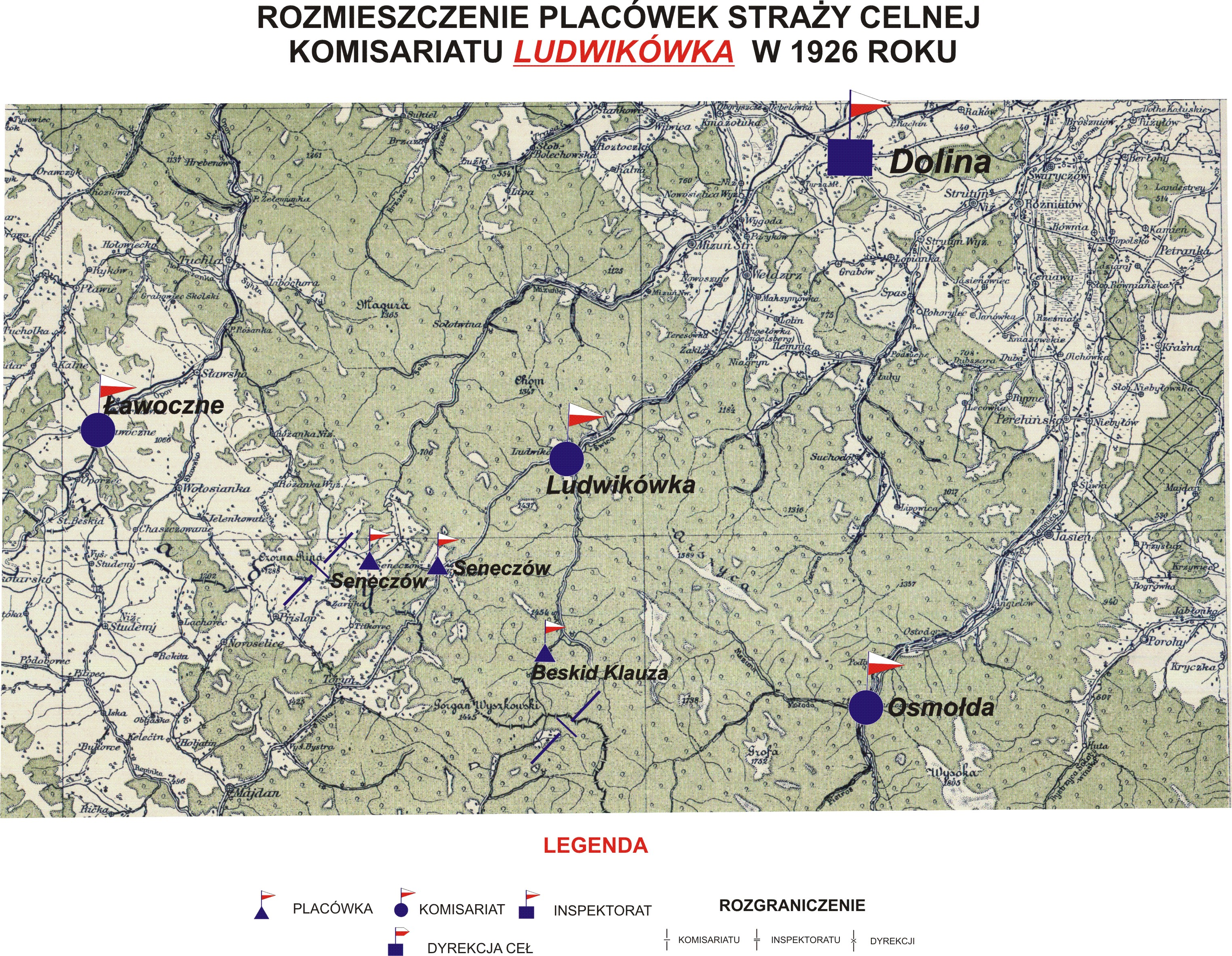
Rozmieszczenie placówek SC Komisariatu Ludwikówka w 1926 r.

Placówka Straży Celnej „Beskid Klauza”  – jednostka organizacyjna Straży Celnej pełniąca w okresie międzywojennym służbę ochronną na granicy polsko-czechosłowackiej.

## Geneza
Po zakończeniu wojny polsko-bolszewickiej rozwiązano formację Strzelców Granicznych. Ich rolę na granicy zachodniej i południowej przejęły Bataliony Wartownicze. Z dniem 1 kwietnia 1921 Bataliony Wartownicze przeorganizowano na Bataliony Celne. W 1921 roku w Ludwikówce stacjonował sztab 3 kompanii 12 batalionu celnego. Kompania wystawiała między innymi placówkę w Beskidzie Klauza. W 1922 roku w Dolinie stacjonował sztab 4 kompanii 19 batalionu celnego. Kompania wystawiała między innymi placówkę w Beskidzie Klauza.

## Formowanie i zmiany organizacyjne
Na wniosek Ministerstwa Skarbu, uchwałą z 10 marca 1920 roku, powołano do życia Straż Celną. Jednostki Straży Celnej rozpoczęły przejmowanie odcinków granicy od pododdziałów Batalionów Celnych. Proces tworzenia Straży Celnej trwał do końca 1922 roku. Placówka Straży Celnej „Beskid Klauza” weszła w podporządkowanie komisariatu Straży Celnej „Ludwikówka” z Inspektoratu SC „Dolina”.
W drugiej połowie 1927 roku przystąpiono do gruntownej reorganizacji Straży Celnej. W praktyce skutkowało to rozwiązaniem tej formacji granicznej. Ochronę północnej, zachodniej i południowej granicy państwa przejęła powołana z dniem 2 kwietnia 1928 roku Straż Graniczna.
Rozkazem nr 5 z 16 maja 1928 roku w sprawie organizacji Małopolskiego Inspektoratu Okręgowego dowódca Straży Granicznej gen. bryg. Stefan Pasławski powołał komisariatu SG „Ludwikówka”. Placówka Straży Granicznej I linii „Beskid Klauza” znalazła się w jego strukturze.

## Funkcjonariusze placówki
Kierownicy placówki
| stopień    | imię i nazwisko, numer    | okres pełnienia służby | kolejne stanowisko |
| ---------- | ------------------------- | ---------------------- | ------------------ |
| przodownik | Franciszek Skrytek (2253) | był w 1926             |                    |

Obsada personalna placówki w 1926:
- przodownik Franciszek Skrytek (2253)
- przodownik Franciszek Turbański (850)
- przodownik Antoni Grześkowiak (894)
- przodownik Mikołaj Mąkowski (851)
- przodownik Wacław Żuralski (2206)
- strażnik Aleksander Wroński (835)
- strażnik Jan Jastrzębski (837)
- strażnik Stanisław Sztukowski (845)
- strażnik Szczepan Ogrodowski (846)